# Holmtjärnen (Lövångers socken, Västerbotten)
Holmtjärnen är en sjö i Skellefteå kommun i Västerbotten och ingår i Mångbyån-Kålabodaåns kustområde.